# Hartmut Schmökel
Hartmut Schmökel (* 17. April 1906 in Waldenburg, Niederschlesien; † 6. August 1991 in Northeim) war ein deutscher Alttestamentler und Altorientalist.

## Leben
Schmökel besuchte das humanistische Gymnasium in Waldenburg bis zum Abitur 1924 und studierte anschließend in Breslau, Heidelberg, Rostock und erneut in Heidelberg evangelische Theologie, Philosophie und Orientalistik. Am 2. Februar 1928 wurde er an der Universität Heidelberg bei Albrecht Götze zum Dr. phil. promoviert, 1930 an der Universität Breslau zum Dr. theol. Von 1929 bis 1932 war er Assistent am alttestamentlichen Seminar der Universität Berlin. Er wurde am 27. Juli 1932 bei Anton Jirku in Breslau habilitiert und war als dessen Nachfolger seit 1935 planmäßiger außerordentlicher Professor für Altes Testament an der evangelisch-theologischen Fakultät der Universität Breslau. 1936 erhielt er einen Ruf an die Universität Kiel, las aber noch bis zum Wintersemester 1936/37 in Breslau. In Kiel lehrte er als ordentlicher Professor für Altes Testament und altorientalische Hilfswissenschaften. Von 1938 bis 1940 war er Dekan der Theologischen Fakultät.
Schmökel war Mitglied der NSDAP und vertrat die Anschauungen der Deutschen Christen. Er hielt die Hurriter (speziell hurrische Arier, die auch als die Arier des Mitanni-Reiches bekannt sind) für die ersten Arier im alten Orient (1938) und war Mitglied einer Arbeitsgruppe am Eisenacher Institut zur Erforschung und Beseitigung des jüdischen Einflusses auf das deutsche kirchliche Leben.
In der sowjetischen Besatzungszone wurde Schmökels Schrift von 1938 Altes Testament und heutiges Judentum auf die Liste der auszusondernden Literatur gesetzt.
Zum 1. April 1951 wurde Schmökel entpflichtet. Danach war er überwiegend als Autor von Sachbüchern auf dem Gebiet der Orientalistik tätig, die teils mehrfach neu aufgelegt und ins Französische, Italienische und Niederländische übersetzt wurden.

## Schriften (Auswahl)
- Der Gott Dagan. Ursprung, Verbreitung und Wesen seines Kultes. Noske, Borna-Leipzig 1928 (zugleich Dissertation an der philosophischen Fakultät der Universität Heidelberg, 1928).
- Das angewandte Recht im Alten Testament. Eine Untersuchung seiner Beziehungen zum kodifizierten Recht Israels und des alten Orients. Noske, Borna-Leipzig 1930 (zugleich Dissertation an der theologischen Fakultät der Universität Breslau, 1930).
- Jahwe und die Fremdvölker. Der Werdegang einer religiösen Idee (= Breslauer Studien zur Theologie und Religionsgeschichte. Bd. 1). Maruschke und Berendt, Breslau 1934 (zugleich Habilitationsschrift an der Universität Breslau, 1932).
- Altes Testament und heutiges Judentum (= Sammlung gemeinverständlicher Vorträge und Schriften aus dem Gebiet der Theologie und Religionsgeschichte. Bd. 182). Mohr, Tübingen 1936.
- Die ersten Arier im alten Orient. Curt Kabitzsch, Leipzig 1938.
- Ur, Assur und Babylon: 3 Jahrtausende im Zweistromland. Kilpper, Stuttgart 1955.
- Das Land Sumer: Die Wiederentdeckung der ersten Hochkultur der Menschheit (= Urban-Bücher. Bd. 13). Kohlhammer, Stuttgart 1955.
- Heilige Hochzeit und Hoheslied (= Abhandlungen für die Kunde des Morgenlandes. Bd. 32,1). Steiner in Komm., Wiesbaden 1956.
- Geschichte des alten Vorderasien. In: Keilschriftforschung und alte Geschichte Vorderasiens. Abschnitt 3, Brill, Leiden 1957.
- Hammurabi von Babylon: Die Errichtung eines Reiches. Oldenbourg, München 1958.
- Funde im Zweistromland. Musterschmidt, Göttingen 1963.
- Das Gilgamesch-Epos. Eingeführt, rhythmisch übertragen und mit Anmerkungen versehen von Hartmut Schmökel. Kohlhammer, Stuttgart 1966.